# Municipio de Fremont (Kansas)
El municipio de Fremont (en inglés: Fremont Township) es un municipio ubicado en el condado de Lyon en el estado estadounidense de Kansas. En el año 2010 tenía una población de 903 habitantes y una densidad poblacional de 4,89 personas por km².

## Geografía
El municipio de Fremont se encuentra ubicado en las coordenadas 38°30′49″N 96°9′40″O / 38.51361, -96.16111. Según la Oficina del Censo de los Estados Unidos, el municipio tiene una superficie total de 184.49 km², de la cual 183,23 km² corresponden a tierra firme y (0,68 %) 1,26 km² es agua.

## Demografía
Según el censo de 2010, había 903 personas residiendo en el municipio de Fremont. La densidad de población era de 4,89 hab./km². De los 903 habitantes, el municipio de Fremont estaba compuesto por el 96,46 % blancos, el 0,44 % eran afroamericanos, el 0,11 % eran amerindios, el 0,11 % eran asiáticos, el 1,66 % eran de otras razas y el 1,22 % eran de una mezcla de razas. Del total de la población el 4,43 % eran hispanos o latinos de cualquier raza.